# Wörthsee (comune)
Wörthsee è un comune tedesco di 4 646 abitanti, situato nel land della Baviera.